# María Victoria Daza
María Victoria Daza Ortiz (Santa Marta, Colombia, 5 de septiembre de 1986) es una árbitra internacional  de fútbol colombiana, en actividad desde 2002 e internacional desde 2014 con gafete FIFA.
En 2017 fue la encargada de ser la juez central de la final de la primera edición de la Liga Profesional Femenina entre Independiente Santa Fe y Atlético Huila.
En marzo de 2021 encabezó un equipo arbitral femenino que por primera vez dirigió en la Primera B de Colombia durante el partido entre Barranquilla F. C. y Atlético Huila.

## Participaciones
Ha arbitrado en los siguientes torneos:
- Copa Libertadores de América Femenina
- Copa América Femenina 2018
- Copa América Femenina 2022
- Copa Mundial Femenina de Fútbol Sub-17 de 2022